# Rokytov pri Humennom
Rokytov pri Humennom je obec na Slovensku v okrese Humenné v Prešovském kraji. Žije zde 280 obyvatel.
První písemná zmínka pochází z roku 1379. Obec vznikla v roce 1970 sloučením Humenského Rokytova a Zbudského Rokytova.